# Françoise Ascal
 (janvier 2023).
Si vous disposez d'ouvrages ou d'articles de référence ou si vous connaissez des sites web de qualité traitant du thème abordé ici, merci de compléter l'article en donnant les références utiles à sa vérifiabilité et en les liant à la section « Notes et références ».
Françoise Ascal, née en 1944, est poète et écrivain. Elle vit et travaille dans un village de Seine-et-Marne. Elle a travaillé avec des peintres (Alexandre Hollan, Yves Picquet, Jacques-Pierre Amée, Philippe Aubry, Jacques Clauzel, Alain Boullet, Gérard Titus-Carmel, Caroline François-Rubino...), un calligraphe (Ghani Alani, auprès duquel elle a suivi une initiation), un vidéaste (Alexandre Simon), et donné de nombreuses lectures accompagnées de musiciens (Jérôme Lefebvre, Gaël Ascal, Sylvie Moquet...).
À travers différentes formes (poèmes, récits, notes de journal, livres d’artistes) ses textes interrogent la matière autobiographique, explorent la mémoire et ses failles, croisent l’intime et le collectif.
Elle a été l’invitée de festivals en France (Voix de la Méditerranée, Les Tombées de la nuit, Musique et Mémoire, etc.) et à l’étranger (Rencontre internationale des Écrivains de Montréal, Festival mondial de Poésie de Caracas au Venezuela).

## Œuvres
(poèmes, proses, récits)
- Le Pré, Atelier La Feugraie, 1985 (épuisé)
- La Part du feu, Atelier La Feugraie, 1987 (épuisé)
- L’Ombre et l’éclat, Atelier La Feugraie, 1990 (épuisé)
- Fracas d’écume, Coédition Atelier La Feugraie/Le Noroît (Québec), 1992
- Cendres vives, éditions Paroles d’Aube (réunion en volume de Le Pré, La Part du feu, L’Ombre et l’éclat), 1995 (épuisé)
- Dans le sillage d’Icare, éditions Cirrus (avec 12 dessins de Jacques-Pierre Amée), 1997
- Le Carré du ciel, Atelier La Feugraie, 1998 (épuisé)
- Le Fil de l’oubli, éditions Calligrammes, 1998
- L’Encre du sablier, éditions Double Cloche (Livre d’artiste imprimé en sérigraphie, tiré à quarante exemplaires, avec onze estampes du peintre Yves Picquet), 1999
- L’Issue, Les Petits Classiques du Grand Pirate (avec une photographie de Gaël Ascal), avril 1999
- Le Vent seul, éditions Double Cloche (avec cinq estampes d’Yves Picquet, imprimé en sérigraphie, tiré à trente exemplaires), 1999
- Le Sentier des signes, éditions Arfuyen (avec douze calligraphies originales de Ghani Alani), 1999 (épuisé)
- La Hutte aux écritures, éditions À Travers (livre d’artiste avec le peintre Jacques Clauzel, manuscrit), 2001
- L’Arpentée, éditions Wigwam, mai 2003
- Un automne sur la colline, éditions Apogée, septembre 2003
- La Table de veille, éditions Apogée, novembre 2004
- Mille étangs avec des peintures de Philippe Aubry et une lettre de Denise Desautels, éditions Travers, mars 2006
- Cendres Vives suivi de Le Carré du ciel (nouvelle édition), Éditions Apogée, mars 2006
- Issues, Éditions Apogée, mars 2006
- Si seulement, Éditions Calligrammes (avec huit fusains d’Alexandre Hollan), juin 2008
- Perdre trace, éditions Tipaza (avec cinq peintures d’Alain Boullet), juin 2008
- Rouge-Rothko, éditions Apogée, janvier 2009
- Un rêve de verticalité, septembre 2011
- Lignées, éditions Æncrages & Co (dessins de Gérard Titus-Carmel), mai 2012 .
- Des voix dans l'obscur, éditions Æncrages & Co (), octobre 2015
- Noir-racine précédé de Le fil de l'oubli, éditions Al-Manar, novembre 2015 - Avec des monotypes de Marie Alloy
- Un bleu d'octobre, éditions Apogée, février 2016
- Entre chair et terre, Le Réalgar, 2017
- La barque de l'aube Camille Corot, Arléa, 2018
- L'obstination du perce-neige, Al Manar, 2020
- Variations-prairie suivi de Lettre à Adèle et de Colomban , avec des peintures de Pascal Geyre, Tipaza, 2020
- Brumes  avec des peintures de Caroline François-Rubino, Æncrages & Co, 2021
- Grünewald, le temps déchiré, avec des illustrations de Gérard Titus-Carmel L'Herbe qui tremble, 2021.

## Traduction
- Entre carne y tierra (Entre chair et terre, poèmes), traduit en espagnol par Juan Luis Delmont, édition Pen Press, New York, 2007

## Anthologies et ouvrages collectifs
- Claude Louis-Combet, mythe, sainteté, écriture, éditions José Corti, 2000 (l’expérience de la nuit dans l’œuvre de Claude Louis-Combet, étude)
- Des écrivains en Franche-Comté, coédition CRL/ Néo éditions, 2001, Besançon.
- Sept écrits de femmes, éditions Sémaphore, 2002
- « Tout l’espoir n’est pas de trop », Douze voix de la poésie francophone, éditions Le temps des Cerises, Paris, 2002
- Ombres portées (sur des photographies de Jacques Clauzel), éditions Tipaza, juin 2003
- Des poètes au parvis, anthologie de Marc Delouze, édition La Passe du vent, 2007
- Le Dico des dix mots, (dix ans de Semaine de la langue française organisée par la DGLFLF), édition La Passe du vent, 2008
- La poésie, c’est autre chose, 1001 définitions de la poésie sous la direction de Gérard Pfister, éditions Arfuyen, mai 2008
- Et si le rouge n'existait pas, anthologie dirigée par Françoise Coulmin, éditions le Temps des Cerises, janvier 2010
- Pour bien lire en soi-même. Vingt deux nuances de Proust, éditions Le Réalgar, 2022[1]

## Publications en revues
Le Grand Erg, Opus International, Art et Thérapie, Entailles, Faire-Part, Pleine Marge, Jungle, La Métis, Le Nouvel Ecriterre, La Barbacane, La Rivière Échappée, Plein Chant, Evidence, Enfers, Lieux-d’Etre, Encres Vagabondes,  Prétexte, L’Instant d’après, Duelle, Gare maritime, Poésie 2001, Le Cahier du Refuge, Sémaphore, Midi, Sézim, Chemins, Glanes,  Verrières, N4728, Bacchanales, etc.

## Prix et distinctions
- 2014 : prix du poème en prose pour Lignées[2]
- 2022 : sélection pour le prix Mallarmé[3] et Grand Prix de la Maison de Poésie[4] pour Grünewald, le temps déchiré